# علي الصغير
علي الصغير العنزي الوائلي القحطاني هو زعيم سياسي وقائد عسكري من عنزة جدّد الزعامة في نسل محمد بن هزّاع الوائلي بعدما كادت أن تندثر لعدم وجود من يرثها. ولكن الروايات تتضارب في تحديد الزمن الذي ظهر فيه وفي تحديد المعارك التي شارك فيها، بيد أن المؤرخين يتفقون على نسبة العائلة الوائلية إليه من بعده.

## نسبه
علي الصغير بن محمد بن هزاع الوائلي القحطاني.
والدة  محمد بن هزاع من رؤساء عنزة، هو أول من جاء بلاد البشارة (جبل عامل) والأمير عليها يومئذ بشارة بن مقبل القحطاني. ساق محمد بن هزاع حرباً على بشارة القحطاني، قامت على قدم وساق وانتهت بفوز محمد بن هزاع الوائلي، فاستولى على البلاد وحكمها وتزوج ابنة بشارة وبقي أميراً عليها طوال مدة حياته. وبعد وفاته تلقّاها أبناؤه وأبناء أبنائه...»  وعلي الصغير هو من أحفاد محمد بن هزّاع الوائلي الذي تختلف الروايات التاريخية حوله.

## محمد بن هزّاع الوائلي
محمد بن هزّاع الوائلي هو أبو سلسة من الزعماء حكموا في بلاد بشارة في جبل عامل وكانوا زعماء لمدة تجاوزت الخمسمائة عاما. (من العام 700 هجرية إلى العام 1281 هجرية)

### الرواية الأولى
نفس رواية (الأمير بشارة) تتكرر مع محمد بن هزّاع الوائلي. فالشيخ محمد تقي الفقيه ينقل كلاما مفاده أنه في زمن صلاح الدين جاء محمد بن هزّاع السالمي الوائلي وأصله من نجد البادية، على رأس جيش إلى البلاد الشامية، وقاتل مع صلاح الدين الأيوبي (في القرن السادس الهجري حوالي السنة 1124 ميلادي / 518 هجري) وشهد معه بعض فتوحات بلاد الشام، فأقطعه الأخير بعض الأراضي ليحكمها. إلا أنّ محمد بن هزّاع بعد أن استقر حكمه لجأ إلى محاربة الأمير بشارة حاكم هذه البلاد وغلبه وتزوّج ابنته وأجرى لها معاشا حتى وفاته.

### الرواية الثانية
الراوية الأولى ينتقدها السيد محسن الأمين في كتابه أعيان الشيعة، فيقرّ بأن أصل آل علي الصغير من نجد وأن أول أمرهم كان مع محمد بن هزّاع الوائلي السالمي (من بكر بن وائل)، إلا أنه ينكر أن يكون محمد هذا قد حارب الأمير بشارة وتزوّج من ابنته ويصف هذا الكلام بأنه أشبه بالخيال. ويذهب السيد الأمين أن محمد بن هزّاع الوائلي جاء من البادية على رأس فرسانه في فترة الحكم المملوكي (المماليك) حوالي سنة 700هجرية (القرن الثامن الهجري). ولا يقدّم السيد الأمين حكاية عن سبب استقرار وحكم محمد بن هزّاع لبلاد بشارة.

### الرواية الثالثة
ويذهب البعض الثالث ومنهم الأستاذ قصي حسين إلى أن محمد بن هزّاع العنزي وهو من رؤساء عشيرة عنزة، كان معاصراً للأمير بشارة أو لأحد أعقابه وصهراً لهم. وقد تولى الإمرة على المتاولة في جبل عامل، بعد انقراض سلالة الأمير بشارة، ويعتبر ابن هزّاع هذا، الجد الأول لآل علي الصغير.

### خلاصة واحتمال
أصل آل علي الصغير يرجع إلى محمد بن هزّاع الوائلي السالمي بن بكر بن وائل وهو من بادية نجد، جاء على رأس عساكر من قبيلته إما في زمن الأمير صلاح الدين الأيوبي أو في زمن المماليك.
والأرجح أنه جاء في زمن صلاح الدين وحارب معه، وصاهر الأمير بشارة وبقي في البلاد. وهذا الرأي يذهب إليه شبيب باشا الأسعد الذي هو من نسل آل على الصغير وأعرف بنسبه. واستمر أبناؤه من بعده كوجهاء في هذه البلاد وكعائلة إقطاعية واعدة وآخذة بالنمو حتى زمن المماليك حيث لم يبق في العائلة من يستطيع القيام بهذه المهام إلى أن جاء علي الصغير من أحفاد محمد بن هزّاع واستعاد مكانة عائلته وآبائه في الحكم والوجاهة فنسبت إليه العائلة.
فيكون محمد بن هزّاع هذا جاء في زمن صلاح الدين وأسس حكم الأسرة الوائلية الأولى التي استمرت إلى زمن المماليك وكاد أمرها ينتهى لولا علي الصغير الذي جدد عهد الأسرة التي أصبحت تعرف بالأسرة الوائلية الثانية وهي استمرار للأسرة الوائلية الأولى.

## أولاد محمد بن هزّاع
يروي شبيب باشا ابن علي بك الأسعد، في كتابه العقد النضيد أن أولاد محمد بن هزّاع قد سكنوا جبل عامل وآلت إليهم أمور الحكم في بعض أجزائه، فباشروا ببناء القلاع وترميم الحصون حتى انتهى بهم الأمر إلى (أحمد بن مشرف الوائلي) وهو غير مشرف الوائلي صاحب مزرعة مشرف.
وفي فترة انتهاء العهد الأيوبي وابتداء العهد المملوكي تقاسم أحفاد محمد بن هزّاع الحكم في بلاد جبل عامل مع عائلات إقطاعية أخرى هي:
1. الأسرة البشارية: من سلالة وأعقاب الأمير بشارة، وكانوا الأقوى بين هذه العوائل وكان رئيسهم يحمل لقب مقدم العشير
2. الأسرة الوائلية الأولى: وهم من أحفاد وأعقاب محمد بن هزّاع الوائلي.
3. الأسرة الشكرية نسبة إلى آل شكر وكان مركزهم في بلدة عيناثا.
4. الأسرة السودونية نسبة إلى آل سودون وهي من المماليك المصريين.

تصارعت هذه العوائل على السلطة فيما بينها، فقد قضى آل حنش حكام البقاع اللبناني في العهد المملوكي على آل بشارة، وقضت الأسرة الوائلية على آل سودون في العام 1639 ميلادي (1050 هجري) ثم قضت الأسرة الوائلية على آل شكر في العام 1059 هجرية (1649 ميلادي) وكان هذا مع بداية الحكم العثماني فصفى لهم الحكم في البلاد العاملية. 

### الرواية الأولى
يقدّر السيد محسن الأمين أن مبدأ حكم السوالمة (آل علي الصغير) كان بحدود سنة 700 هجرية، واستمر حكمهم في بلاد بشارة إلى ما بعد الألف، إلى أن تغلّب عليهم آل شكر (وهم سادة أشراف) بعد حرب جرت بينهم وقتلوا رئيسهم ورجال عشيرته وهربت زوجته التي كانت حاملا إلى بني عمها السوالمة وولدت غلاما عندهم في البادية وسمّته عليّا باسم أخيها الغائب وعّرف بالصغير تمييزا له عنه.
لمّا بلغ علي الصغير الخامسة عشرة من عمره صار له مقام بين القبائل وكان قد علم من والدته وقومه أن أباه كان أمير بلاد بشارة وأن آل شكر قتلوه واستولوا على ملكه، فأراد الأخذ بثأره واستعادة ملك آبائه وأجداده، فاتصل برجلين من وجهاء بلاد بشارة وقد كانا من خواص أبيه، فراسلهما وأخبرهما عن عزمه.
وفي فترة حكم آل شكر لحق ظلم كبير بالناس، وساءت سيرتهم، وصودف أن آل شكر كانوا في تلك الفترة مشغولين بأفراح وأعراس في عيناتا وقانا، فجاء علي الصغير ومعه قومه السوالمة إلى أطراف البلاد وجاءه الرجلان المذكوران ومن لف لفيفهما، فقُّسم الرجال إلى فرقتين كل منهما تهاجم موقعا من الموقعين (في عيناتا وقانا) وكان قد انضم إليه جمع كثير من أهل البلاد فهاجم رجاله آل شكر في البلدين حال اشتغالهم بالأعراس وجرت بينهم حرب كانت الغلبة لعلي الصغير واستولى على البلاد وكانت الواقعة سنة 1059 هجرية.
والقبور الموجودة في رأس العقبة بين عيناثا وبنت جبيل هي قبور من قُتل في تلك الواقعة.

### الرواية الثانية
ينقل شبيب باشا في كتابه العقد النضيد أن أحمد بن مشرف الوائلي (من أحفاد محمد بن هزاع) توفي ولم يكن في بيته من يرثه بالزعامة وكانت امرأته حاملا، فذهبت إلى إخوتها (السوالمة)، ووضعت عندهم غلاما أسمته عليا تيمّنا بأخيها علي الذي غاب في اليمن، فأطلقوا عليه (علي الصغير) تمييزا عن خاله الغائب المنقطع الأخبار. ولا يذكر أن والده قُتل على أيدي (الشكريين). فلمّا شبّ علي الصغير عاد إلى البلاد العاملية وتقاسم حكم بعض المناطق مع باقي العوائل التي كانت موجودة آنذاك.

### الرواية الثالثة
إضافة إلى الرواية الثانية التي يميل إليها، يرى الشيخ محمد تقي الفقيه أن علي الصغير قد عاش قبل الألف هجري (1000 هجري)، كما يرى أن علي الصغير بعد أن اشتد عوده عاد إلى بلاد بشارة وأخذ نصيبا من الحكم فيها. أما أولاده من بعده فقد تقاسموا السلطة في جبل عامل مع آل شكر وأل منكر، كما أن أولاده حاربوا الأمير فخر الدين المعني في قرية الكوثرية في العام (1022 هجرية). 
ويرى الشيخ محمد تقي الفقيه، أن معركة عيناتا قد وقعت بين الشكريين وأولاد علي الصغير بل يرجّح أن تكون المعركة وقعت بين آل شكر وأحمد بن نصار بن مشرف بن محمد بن حسين بن علي الصغير في سنة 1059 وبها ابتدأت زعامته.

## مدة ملكهم
يمكن تقسيم مدة حكمهم إلى مرحلتين:
1. المرحلة الأولى وحكم فيها محمد بن هزاع وأحفاده (الأسرة الوائلية الأولى) وهي الفترة الممتدة من العام 518 هجرية إلى العام 700 هجرية. وتقدر مدة حكم الأسرة الأولى ب 200 عام لم تكن فيها صاحبة الكلمة العليا في جبل عامل بل تقاسمت السلطة فيها مع عوائل يبدو أنها كانت أقوى منها في السلطة.
2. المرحلة الثانية وقد حكم فيها علي الصغير وأحفاده من بعده (الأسرة الوائلية الثانية) امتدت مدة حكمهم لبلاد بشارة من عام 700 هجرية إلى العام 1282 هجرية (1865 ميلادي) حيث تم إلغاء الحكم الإقطاعي في جميع بلاد جبل عامل وقُسّمت إلى قائم مقاميات ومديريات وذلك في زمن علي بك الأسعد. وبعدها انتقلوا إلى العمل السياسي العام من خلال المجالس الانتخابية وغيرها. وتُقدّر مدة حكم الأسرة الثانية بنحو 500 سنة لم يتخللها الا ملك آل شكر وهو لا يتعدى إلى 20 سنة، وملك أحمد باشا الجزار من سنة 1197 هجرية إلى سنة 1219 هجرية حيث قتل فيها ناصيف النصار (سقوط الحكومة الإقطاعية الأولي)، وهو نحو 22 سنة ثم عادوا بعد ذلك التاريخ إلى إمارتهم. ثم فترة 8 سنوات حين تولي إبراهيم باشا ابن محمد علي باشا وحليفه الأمير بشير الشهابي السلطة في جبل عامل 1248 هـ/1832 م (سقوط الحكومة الإقطاعية الثانية) حتى استرداد العثمانيين لجبل عامل وبدء الحكومة الإقطاعية الثالثة مع حمد البك سنه 1840 م التي استمرت حتى وفاة علي بك الأسعد 1282 هـ/1865 م. وبهذا يكون آل علي الصغير، قد عاصروا في حكمهم هذا أواخر العهد الأيوبي، والعهد المملوكي والعهد العثماني. وكانوا خلالها الأقوى تأثيرا في مجرى الأمور في جبل عامل.

## الصراعات الداخلية على الزعامة والسلطة
كان ابتداء أمرهم مع محمد بن هزّاع الوائلي، وعمل أولاده على بناء الحصون وترميم القلاع، وسار الحكم في أعقابه إلى أن مات (أحمد بن مشرف الوائلي) ولم يكن في بيته من يخلفه وكانت امرأته حاملا، فولدت (علي الصغير) عند أخواله، وعند بلوغه أشدّه عاد إلى البلاد وتقاسم السلطة مع أمرائها، ومن بعده جاء أولاده في بدايات الألف الهجري وتابعوا مسيرته، وقضوا على آل شكر وعلى آل سودون في عهد أحمد بن علي الصغير (1059 هجري) وانفردوا بإدارة بلاد بشارة، إلى أن جاء ناصيف النصار وكان أشهرهم وخاض الحروب وعقد التحالفات مع زعماء الدروز وفلسطين وغيرهم، وثبّت أركان حكمه وتأرجحت علاقته بالدولة العثمانية بين مد وجزر إلى أن قتله عسكر أحمد باشا الجزار في إحدى المعارك في يارون، وبعده هرب آل علي الصغير إلى عكار والشام وإلى العراق وخاضوا حرب عصابات مع عسكر الجزار. وبعد موت الجزار عاد آل علي الصغير وكان أشهرهم محمد بك المحمود وفارس ناصيف النصار إلى البلاد، ومن بعده جاء حمد البك الذي ارتحل عن جبل عامل إلى الشام عند سيطرة إبراهيم باشا والمصريين على الجبل، وأعلن الثورة عليهم وانضم إلى الجيش العثماني، وتمكن من الانتصار على عسكر إبراهيم باشا فأكرمه العثمانيون ورفعوا من منزلته. وبعد (حمد البك) تولى الزعامة (علي بك الأسعد) الذي اعتقله والي صيدا وأرسله إلى والي دمشق حيث بقي محبوسا حتى وفاته عام 1281 هجرية. 
و به انتهى عهد الإقطاع في الدولة العثمانية وأعلن نظام القايمقاميات والمتصرفيات وغيرها من التقاسيم الإدارية.
تخلل فترة حكم آل علي الصغير لجبل عامل صراعات داخلية بين أفخاذ العائلة للسيطرة على الحكم. ودارت معارك بينهم على هذه الخلفية، واستمرت هذه الصراعات إلى زمن ناصيف النصار الذي وسّط الشيخ ظاهر العمر (والي عكا آنذاك) بينهم، فعقد راية الصلح في مدينة صور (عام 1164 هـ / 1746 م) ووزّعوا البلاد فيما بينهم، فأعطيت تبنين لناصيف النصار، وقانا وصور لعباس المحمد، وهونين وبنت جبيل للشيخ قبلان النصار.
إلّا أن الخلافات لم تنته بعدها، فقد اختلف الشيخ قبلان بن نصار مع عباس المحمد على حكم صور ودارت بينهم معارك حتى تم القبض على الشيخ قبلان وسجنه من قبل عباس المحمد فتدخّل ناصيف النصار وعقد الصلح بينهم. كما اختلف الشيخ قبلان مع عباس العلي فيما بعد وسجنه فترة. ولم يشارك الشيخ قبلان هذا بقتال أحمد باشا الجزار في معركة يارون.
وفي المرحلة اللاحقة اختلف حسين بك السلمان مع حمد البك فقد تحالف حسين بك مع إبراهيم باشا أما حمد البك فقد أعلن الثورة على المصريين.
كما اختلف أولاد (أسعد خليل ناصيف النصار) مع أولاد (أسعد محمد محمود النصار) على ملكية الطيبة التي آلت في النهاية إلى أولاد أسعد خليل ابن ناصيف النصار
واستمر الخلاف فيما بعد بين ثامر بن حسين بك السلمان وعلي بك الأسعد وجرت بين الإثنين معارك على السلطة.
وبعد علي بك الأسعد تنافس شبيب باشا الأسعد وكامل بك الأسعد على الزعامة.
وبعد كامل الأسعد آلت الأمور إلى أخوية عبد اللطيف ومحمود الذين لم يتفقا وتنازعا وفشلا في السياسة وكاد أمر البيت الأسعدي أن يؤؤول إلى الزوال.فبرزت حينئذ زعامة يوسف الزين الذي لعب على هذه التناقضات في البيت الأسعدي وقرّب إليه عبد اللطيف الأسعد.
وفي زمن أحفاد خليل بك الأسعد تنافس أحمد بك الأسعد ابن عبد اللطيف بك الأسعد مع أولاد عمه محمود خليل الأسعد على الزعامة والسلطة، ووقع بعض القتلى على هذه الخلفية.
واستمر الخلاف والتنافس إلى السنوات القليلة الماضية حيث ترشّح (سعيد حسيب بك الأسعد) على اللائحة المنافسة لكامل أحمد بك الأسعد في الانتخابات النيابية اللبنانية لعام 1992 ميلادي.

## أبرز رجالاتهم
برز فيهم الكثير من الرجال منهم: 
1. أحمد بن مشرف الوائلي: ويعتقد أنه والد علي الصغير
2. علي الصغير: وقد عاش قبل الألف الهجري وهو أبو الزعماء في جبل عامل (الأرجح أنه عاش في القرن الثامن الهجري)
3. أحمد بن علي الصغير: توفي في العام 1090 هجري. (وهو من أحفاد أحفاد علي الصغير وليس ابنه المباشر)
4. مشرف الوائلي: إليه تنتسب قرية مزرعة مشرف توفي عام 1114 هجرية.
5. محمد أخو مشرف الوائلي: وتم اعتقاله مع مشرف الوائلي بعد هزيمتهم والأرجح أن محمد هذا هو محمد بزيع الذي قُتل في إسطنبول
6. حمزة الوائلي: وهو أخو مشرف الوائلي، وهو غير حمزة المحمد الذي قاتل الجزار في واقعة شحور
7. نصار الأحمد المعروف بنصّار الأول من أولاده نصّار الثاني ومحمد النصار.
8. قبلان بن نصار:(أبو حسين)، اختلف المؤرخون بنسبه، فبعضهم ينسبه إلى قبلان النصار والبعض الأخر إلى قبلان الحسن، وكان حاكما لجبل هونين وقد عاصر عباس المحمد وناصيف النصار وبقي بعده فترة من الزمن. وليس معلوما إذا كان الشيخ قبلان هذا هو عم ناصيف وابن نصار الأحمد أم انه ابن نصار آخر من آل علي الصغير. وقد بنى جامعا في قلعة هونين عام 1166 هجرية، كما بنى مأذنة للجامع انتهى من بنائها في لعام 1187 هجرية، وقد نُقش عليها: (بُني بإشارة قبلان الحسن سنة 1187 هـ).
9. محمد النصار: ابن نصار الأول وإليه ينتسب آل المحمد من آل علي الصغير ومنهم حمزة المحمد (الذي قتله الجزار في شحور)، وعباس المحمد حاكم صور أيام ناصيف (المتوفي عام 1186 هجري)، وعباس بن علي بن محمد بن نصار الأول المعروف بعباس العلي مجدّد قلعة مارون (عام 1170 هجرية) والذي توفي عام 1195هجري. وحمد العباس حاكم صور الذي سجنه الجزار في عكا حتى توفي في السجن. وسلمان العباس العلي المحمد والد حسين بك السلمان.
10. نصار الثاني: وأولاده ناصيف النصار ومحمود النصار (أبو حمد) ومراد النصار، وظاهر.
11. مراد النصار: سكن قلعة دوبية بعد موت أخيه ظاهر النصار، وبرز من أولاده قاسم المراد الذي مات مع عمه أبو حمد المحمود عام 1193 هجري.
12. ظاهر النصار: المتوفي في العام 1162 هجرية، وإليه ينتسب آل الظاهر من آل علي الصغير ومنهم الشيخ عبد المحسن الظاهر. وكانت قلعة دوبية مقرا لظاهر النصار الذي جدد بناءها، ولمّا أتمّ ترميمها وتحصينها صعد إلى أعلاها ليشرف على مناظرها فسقط ومات عام 1163 هجرية.
13. ناصيف النصار وأولاده: عقيل، فارس، شبيب، نصار وخليل.
14. محمود النصار: هو أبو حمد المتوفي عام 1193 هجرية في وقعة (الرقاد) في (الجيدور) في بلاد حوران، وأولاده محمد المحمود وحمد البك المكنّى ب (أبي فدعم) الذي مات من دون ولد.
15. محمد المحمود: وهو والد أسعد بك، الذي تخلّف بعلي بك الأسعد المعروف بأبي السعود وقد ورث (علي) الزعامة من حمد البك.
16. حسين بك السلمان: الذي حكم هونين وبنت جبيل وتوفي 1258 هجرية. وهو والد ثامر بك السلمان المعروف بأبي درويش وسلمان بك السلمان، وكانوا حكاما في قانا وهونين وبنت جبيل. وكان بين هذه الأسرة وبين علي بك الأسعد منازعة على الحكم.
17. علي بك الأسعد: ورث الزعامة بعد عم أبيه حمد البك، تزوّج بفاطمة ابنة أسعد بن خليل بن ناصيف النصار، ومن أولاده زينب، وشبيب باشا الأسعد وناصيف باشا الأسعد، ومن أولاد شبيب علي نصرة بك الأسعد.
18. خليل بك الأسعد: تزعّم بعد علي بك الأسعد، وهو خليل بن أسعد بن خليل بن ناصيف النصار. ولخليل هذا أخ يدعى محمد بك الأسعد كان يكنّى بأبي فايز وكان مرافقا لعلي بك الأسعد ومات معه وليس له ولد. ومن أولاد خليل بك الأسعد كامل ومحمود وعبد اللطيف.
19. كامل بك الأسعد المكنّى بأبي سطّام وهو ابن خليل بك الأسعد مات وليس له ولد يرثه في الزعامة، فانتقلت الزعامة إلى عبد اللطيف بك الأسعد وهو شقيق كامل وابن خليل بك الأسعد.
20. أحمد عبد اللطيف الأسعد (أبو كامل)وهو ابن عبد اللطيف، وقد كان رئيسا لمجلس النواب اللبناني وهو ابن عبد اللطيف الأسعد.
21. كامل أحمد الأسعد: وهو كامل أحمد عبد اللطيف بن خليل بك الأسعد،
22. عدنان بك الأسعد: حفيد شبيب باشا الأسعد وابن أحمد نبيه بك الأسعد. تزوج من فاديا العثمان ابنة بشير بك العثمان من المراعبة الكبار وبيت من بيوت السياسة العريقة في شمال لبنان. أولاده معن ومحمد شبيب وأحمد كمال وغيا. تزعم ال الأسعد وأبرز أعماله محاولة توحيد ال الأسعد وحل خلافات العائلة. توفي في 24/1/2011 ميلادي، 20 صفر 1432 هجري. تولى منصبه الأبن البكر معن عدنان بك الأسعد وأنشأ التيار الأسعدي. وفي 10/1/2015 ميلادي ولد الحفيد الوائلي الأول والاخير لعدنان بك الاسعد وسمي على اسم الجد عدنان محمد شبيب عدنان الاسعد .

## آل الأسعد
غالب آل علي الصغير صاروا يعرفون فيما بعد بآل الأسعد، وذلك عائد إلى زمان تشرّدهم أيام أحمد باشا الجزار، فلقد لجأ الكثيرون منهم إلى عكّار وزعيمها يومئذ (أسعد بك)، فنزلوا عنده وبنوا لهم بناء خاصا، وأصبحوا يسمون كل مولود جديد (أسعد) تكرما لمضيفهم، وهي عادة عربية مألوفة. ثم نُسب كل منهم لأسعده والناس يظنون أنه واحد وهم كثر.

## وصلات خارجية
ى ل الأسعد تاريخهم وأبرز شخصياتهم - أنطوان شعبان

## إشارات مرجعية
1. ↑  نجاح طاهر في كتاب ( الهَجْر )
2. ↑  شبيب باشا ألاسعد (العقد المنضد - ط) ديوان شعر من نظمه، مصدر بترجمته وأصل أسرته
3. ↑  نجاح طاهر في كتاب ( الهجر )